# Овощной суп

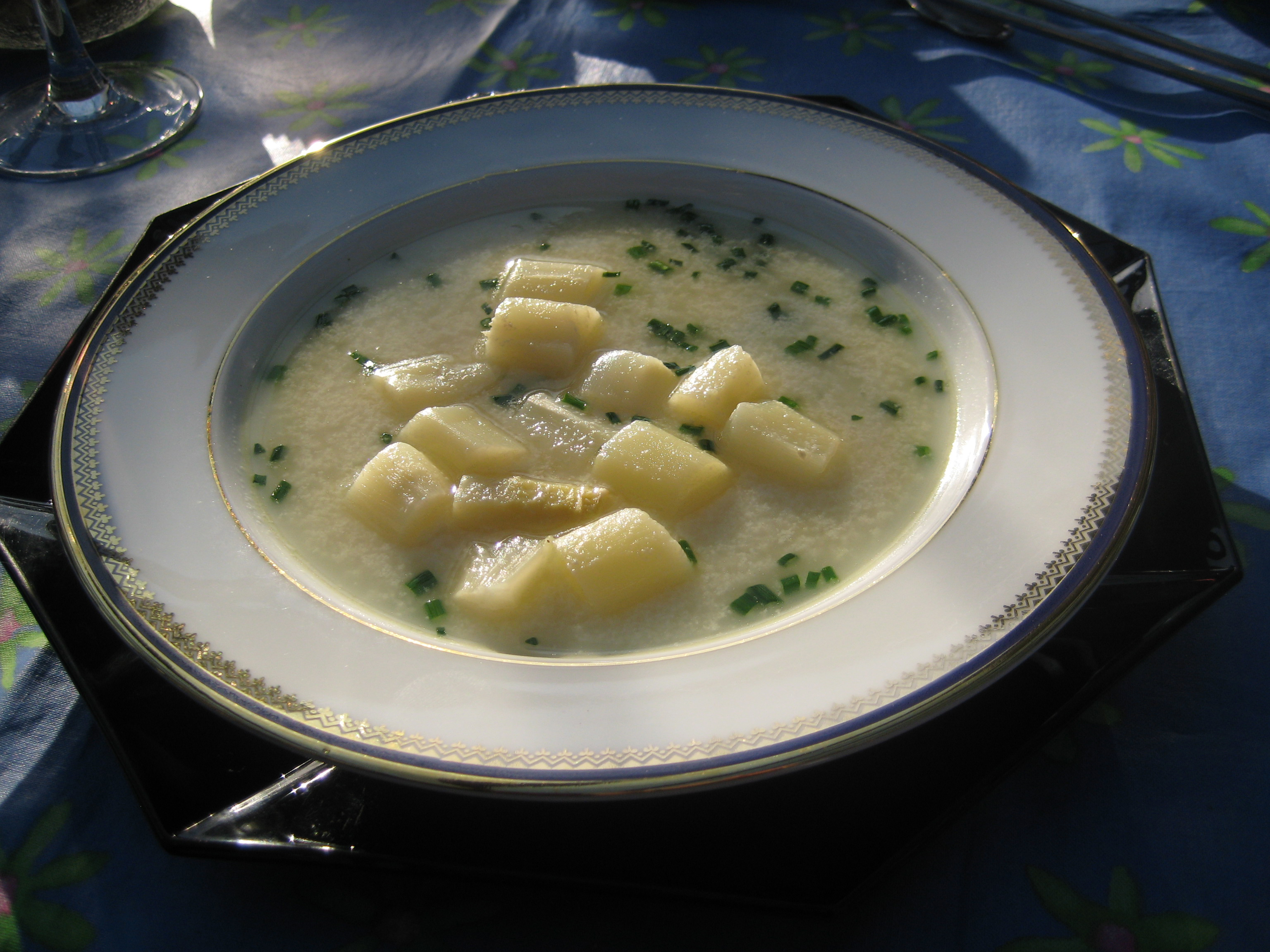
Немецкий спаржевый суп

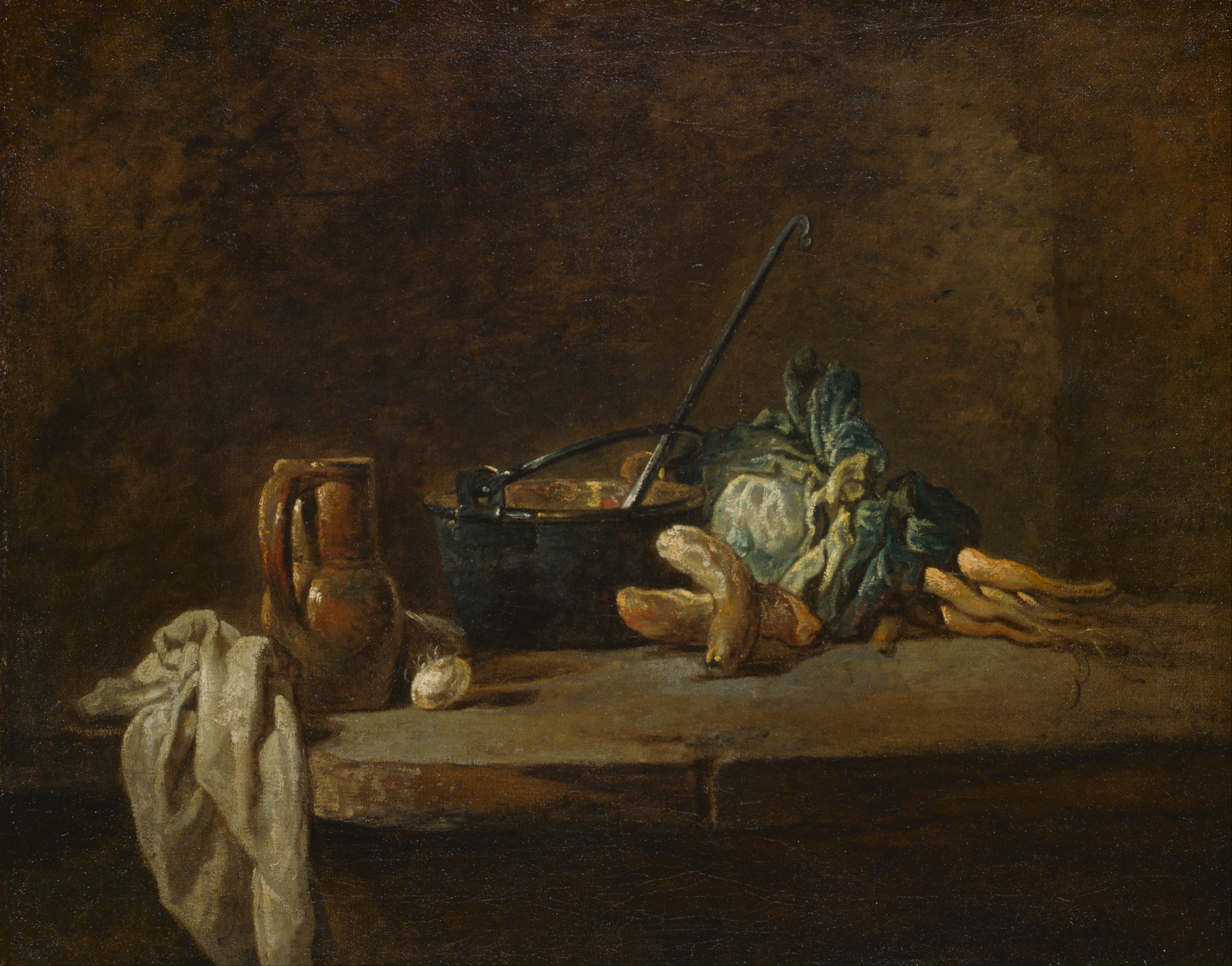
Жан-Батист Шарден. Овощи для супа. 1732. Художественный музей Индианаполиса

Овощной суп — жидкое первое блюдо, основными ингредиентами которого являются определённый овощ или их сочетание в зависимости от сезона.
По консистенции овощные супы могут быть как пюрированными, так и заправочными, их готовят на овощных бульонах. Супы из тонко нарезанных соломкой овощей называются жюльенами. Для сохранения витамина C овощи в заправочных супах рекомендуется закладывать в кипящую жидкость, а затем доводить до готовности на малом огне под крышкой. Набор овощей для приготовления бульонов известен в европейской кухне под французским названием мирпуа. Наиболее популярными овощными супами являются луковый и картофельный.
В русской кухне овощной суп обычно является заправочным и представляет собой отвар — бульон из мяса, грибов или рыбы с измельчёнными овощами, иногда с добавлением крупы, преимущественно ячменной или перловой. В итальянский «большой овощной суп» минестроне добавляют макаронные изделия и рис. В Германии картофельный суп входит в тройку любимых блюд, в некоторых регионах в него добавляют чернослив или же едят со сливовым пирогом.